# Resolution 13 des UN-Sicherheitsrates
Die Resolution 13 des UN-Sicherheitsrates ist eine Resolution, die der Sicherheitsrat der Vereinten Nationen in der 83. Sitzung am 12. Dezember 1946 einstimmig beschloss. Sie beschäftigte sich mit der Aufnahme Siams (das heutige Thailand) als neues Mitglied in die Vereinten Nationen.

## Hintergrund
Nach der japanischen Kapitulation im September 1945 war Thailand wieder zurück in Siam benannt worden. Der Regent Pridi Phanomyong widerrief das während des Zweiten Weltkriegs geschlossene Bündnis mit Japan und erklärte die Kriegserklärungen an Großbritannien und die USA rückwirkend für null und nichtig. Die während des Krieges vom britischen Kolonialreich eroberten und annektierten Gebiete im Norden Malayas sowie den Shan-Staaten Birmas gab Siam sofort zurück, nicht jedoch die bereits infolge des Französisch-Thailändischen Kriegs 1940/41 gewonnenen Gebiete in Kambodscha und Laos. Von 24. März bis zum 21. August 1946 führte Pridi Phanomyong als Premierminister die Regierung. Ab 23. August folgte ihm Thawan Thamrongnawasawat.
Siam, das den Aufnahmeantrag am 3. August 1946 gestellt hatte, bat den Sicherheitsrat am 28. August, einen Tag vor Verabschiedung der Resolution 8, die Beratungen zum Aufnahmeverfahren ruhen zu lassen. Es sollte das Ergebnis von Verhandlungen mit dem ständigen Sicherheitsratsmitglied Frankreich zu territorialen Streitigkeiten im Zusammenhang mit dem Französisch-Thailändischen Krieg abgewartet werden. Frankreich hätte den Beitritt sonst wahrscheinlich mit seinem Veto verhindert.
Am 17. November waren die Verhandlungen abgeschlossen und endeten mit einer Annullierung früherer Vereinbarungen unter Vermittlung Japans vom 9. Mai 1941. Siam musste nun große Gebiete an die zur Union française gehörenden Protektorate Laos und Kambodscha abgeben.

## Inhalt
Der Sicherheitsrat gab bekannt, dass er die Aufnahme Siams als neues Mitglied der Vereinten Nationen geprüft hat, und empfahl der UN-Generalversammlung einer Aufnahme zuzustimmen.

## Beitritt
Siam trat den Vereinten Nationen am 16. Dezember 1946 bei.